# Ла Марк (Тексас)
Ла Марк (енгл. La Marque) град је у америчкој савезној држави Тексас. По попису становништва из 2010. у њему је живело 14.509 становника.

## Демографија
Према попису становништва из 2010. у граду је живело 14.509 становника, што је 827 (6,0%) становника више него 2000. године.
| Група             | 2000.         | 2010.         |
| Белци             | 6.583 (48,1%) | 5.621 (38,7%) |
| Афроамериканци    | 4.746 (34,7%) | 5.325 (36,7%) |
| Азијати           | 64 (0,5%)     | 102 (0,7%)    |
| Хиспаноамериканци | 2.111 (15,4%) | 3.271 (22,5%) |
| Укупно            | 13.682        | 14.509        |